# Cordilura luteola
Cordilura luteola är en tvåvingeart som beskrevs av Malloch 1924. Cordilura luteola ingår i släktet Cordilura och familjen kolvflugor. Inga underarter finns listade i Catalogue of Life.